# Vytautas Laurušas
Vytautas Laurušas (* 8. Mai 1930 in Šiauliai; † 29. April 2019 in Vilnius) war ein litauischer Komponist, Musikpädagoge und Mitglied des litauischen Obersten Sowjet.

## Leben
Laurušas studierte bis 1956 bei  Julius Juzeliūnas am Litauischen Staatskonservatorium. Von 1963 bis 1975 leitete er als Direktor und künstlerischer Leiter das Litauische Opern- und Balletttheater. Er wirkte dann bis 1983 als Vorsitzender des litauischen Komponistenverbandes. Von 1983 bis 1994 war er Direktor des Litauischen Staatskonservatoriums, wo er seit 1985  als Professor für Komposition wirkte. 
Bekannt wurden vor allem seine Werke für das Cello wie das Kammerkonzert für Cello und Celloensemble, Discorso concitato für Cello und Streichorchester und Concento di corde für zwei Celli.
Von 1971 bis 1986 war Laurušas Kandidat zu Mitgliedern von ZK der Lietuvos komunistų partija, ab 1986 Mitglied des ZK der LKP. Ab 1975 war er Mitglied im litauischen Obersten Sowjet, ab 1980 stellv. Vorsitzender.

## Auszeichnungen
- 2003:  Kunst- und Kulturpreis der Regierung Litauens
- 2005:  Litauischer Nationalpreis für Kunst und Kultur